# Полянкер, Гершл
Гершл (Григо́рий Исаа́кович) Поля́нкер (идиш הערשל פָאליאנקער‎, 15 февраля 1911, Умань — 22 октября 1997, Киев) — еврейский советский писатель. Писал на идише. Заслуженный работник культуры Украины (1994).

## Биография
Окончил Киевский педагогический институт. Публиковаться начал с 1930 года. В 1941—1945 годах на фронте, публиковался в газете «Эйникайт» («Единство»), выпустил сборники рассказов.
В 1947—1948 годах — главный редактор альманаха «Дэр Штэрн» («Звезда»). В 1949 году репрессирован, до освобождения в 1954 году находился в заключении в Карлаге (Казахстан). С 1956 года жил в Киеве. Член Союза писателей Украины. Автор многих повестей и романов, в том числе «Дэр лэрэр фун Мэджибож» («Учитель из Меджибожа»), «Дэр бэкэр фун Коломэйе» («Булочник из Коломыи»), «Шмае-газлэн» («Шмая-разбойник») и других.
В 1947-1948 годах был редактором альманаха "Дер Штерн" ("Звезда"). Сотрудничал с Еврейским антифашистским комитетом. 15 ноября 1951 Полянкер был арестован в ходе кампании в СССР против «безродных космополитов» по делу, связанному с делом ЕАК. Агенты МГБ арестовали на улице возле его дома. Он выдержал 11 месяцев следствия. Приговорён к 10 годам исправительно-трудовых лагерей. По одним сведениям был этапирован в Инту (Минлаг), где работал на угольной шахте. Как сообщал сам Полянкер "сидел я под Воркутой", то есть в Речлаге.
Писатель и журналист Валерий Могильницкий пишет, что Полянкера освободили благодаря заступничеству Максима Рыльского, который после встречи с родственниками Г. Полянкера 19 марта 1954 года направил в качестве депутата Верховного Совета СССР письмо в МВД СССР с просьбой освободить его и переводчика произведений Полянкера на украинский язык, еврейского поэта М. А. Талалаевского. 
Выпущен на свободу в 1954 году, реабилитирован в 1955 году. В 1956-м вернулся в Киев.
Похоронен на Берковецком кладбище.

## Публикации
- Полянкер Г. И. Угли («Койлн»). — 1932 (идиш)
- Полянкер Г. И. На берегу. — К., 1934 (идиш)
- Полянкер Г. И. Слово берут старики. — Киев «Укрнацминфарлаг», 1937 (идиш)
- Полянкер Г. И. Вторая встреча. — Киев «Укрнацминфарлаг», 1937 (идиш)
- Полянкер Г. И. Гость в местечке. — К., 1938 (идиш)
- Полянкер Г. И. На цветущих полях. — К., 1938 (идиш)
- Полянкер Г. И. Шоел-ситочник. — К., 1938 (идиш)
- Полянкер Г. И. От Днестра до Дуная. — К., 1940 (идиш)
- Полянкер Г. И. Дядя Яша. — К., 1940 (идиш)
- Полянкер Г. И. Шмая-разбойник («Шмае-газлен»). — К., 1940 (идиш)
- Полянкер Г. И. Месть. — Москва, 1943 (идиш)
- Полянкер Г. И. Сердце не камень. — К., 1957 (рус.)
- Полянкер Г. И. Золотая долина. — К., 1958 (рус.)
- Полянкер Г. И. Испытание верности. — К., 1961 (рус.)
- Полянкер Г. И. Весёлый пассажир: Рассказы и юморески. — К., 1962 (рус.)
- Полянкер Г. И. Секрет долголетия. — К., 1963 (идиш)
- Полянкер Г. И. Булочник из Коломыи («Дэр бэкэр фун Коломэйе»). — К., 1967 (идиш)
- Полянкер Г. И. Встречи и разлуки: Рассказы и юморески. — К., 1970
- Полянкер Г. И. Люди остаются людьми. Роман — Киев «Радянський письменник», 1975
- Полянкер Г. И. Старый Сантос и его потомки: роман. — К., 1978
- Полянкер Г. И. Близкие и знакомые: повести и рассказы. — К., 1980
- Полянкер Г. И. Учитель с Меджибожа («Дэр лэрэр фун Мэджибож»). — К., 1982 (идиш)
- Полянкер Г. И. Судьба художника: Роман. — К., 1983 (рус.)
- Полянкер Г. И. Время больших надежд: Роман. — К., 1985 (рус.)
- Полянкер Г. И. Произведения в 2-х томах. — К., 1986.
- Полянкер Г. И. Было когда-то местечко: Роман. М., 1991.
- Полянкер Г. И. Тяжелые годы // «Советиш геймланд».
- Полянкер Г. И. Избранные произведения в 2-х томах. — К., 1991.
- Полянкер Г. И. Возвращение из ада. Невыдуманная повесть. — К., 1995. (рус.)
- Полянкер Г. И. Сокровище. Веселые и печальные истории («Дер ойцер. Фрейлехе ун уметике майсес»). — Киев, 1996.